# دونالد ريد
دونالد ريد (بالإنجليزية: Donald Reed)‏ هو ممثل أمريكي، ولد في 23 يوليو 1901 بمدينة مكسيكو في المكسيك، وتوفي في 28 فبراير 1973 في الولايات المتحدة.

## وصلات خارجية
- دونالد ريد على موقع IMDb (الإنجليزية)
- دونالد ريد على موقع قاعدة بيانات الفيلم (الإنجليزية)